# ISS-Expedition 9
ISS-Expedition 9 ist die Missionsbezeichnung für die neunte Langzeitbesatzung der Internationalen Raumstation (ISS). Die Mannschaft lebte und arbeitete vom 21. April bis zum 23. Oktober 2004 an Bord der ISS.

## Mannschaft
- Gennadi Iwanowitsch Padalka (2. Raumflug), ISS-Kommandant 26. April bis 22. Oktober 2004 (Roskosmos/Russland)
- Edward Michael Fincke (1. Raumflug), Bordingenieur (NASA/USA)

### Ersatzmannschaft
die spätere Besatzung der ISS-Expedition 10:
- Leroy Chiao, Kommandant (NASA/USA)
- Salischan Schakirowitsch Scharipow, Bordingenieur (Roskosmos/Russland)

## Missionsbeschreibung
Padalka und Fincke flogen am 19. April 2004 zusammen mit dem niederländischen ESA-Astronauten André Kuipers in dem russischen Raumschiff Sojus TMA-4 zur ISS. Nach fünf Tagen gemeinsamen Arbeitens übernahmen Gennadi Padalka und Michael Fincke die Station offiziell vom ISS-Kommandanten Michael Foale und ISS-Bordingenieur Alexander Kaleri.
Die ISS-Expedition 8 verließ am 29. April zusammen mit Kuipers die Station und kehrte in Sojus TMA-3 zur Erde zurück. Kuipers' elftägige Mission an Bord der ISS fand im Rahmen eines Abkommens zwischen der Europäischen und der Russischen Raumfahrtbehörde statt.
Anschließend standen umfangreiche wissenschaftliche Forschungen auf dem Arbeitsprogramm der 9. Stammbesatzung der Internationalen Raumstation. Aufgrund der auf 2 Mann reduzierten Crew rückten allerdings Wartungs- und Reparatureinsätze zunehmend in den Mittelpunkt und nahmen neben sportlicher Betätigung einen Großteil der zur Verfügung stehenden Zeit in Anspruch. Bereits während der Kommandoübergabe am 22. April wurde den Raumfahrern mitgeteilt, dass sich das Drehmomentengyroskop 2 (Control Moment Gyroscope 2) am Vortag aufgrund eines ausgefallenen Energiefernsteuerungsmoduls (Remote Power Control Module, RPCM) abgeschaltet hatte. Zu diesem Zeitpunkt arbeiteten mit den Einheiten 3 und 4 nur noch zwei der ursprünglich 4 Lageregelungskreisel. CGM 1 verweigerte bereits seit dem 8. Juni 2002 den Dienst und sollte bei einer Shuttle-Mission unmittelbar nach Wiederaufnahme der Flüge im Jahre 2005 ausgetauscht werden. Zwei Lageregelungseinheiten reichen jedoch aus, um die Orientierung der Station im Raum präzise zu steuern. Außerdem verfügt das russische Segment über eine eigene Lageregelung mittels kleiner Triebwerke. Die Missionskontrolle auf der Erde begann aber mit der Planung eines Außenbordeinsatzes zum Austausch des Steuerungsmoduls.
Während der Dienstzeit der Expedition 9 wurde eine Vielzahl größtenteils automatisch ablaufender Experimente betreut und gewartet. Dazu gehörte das Auswechseln von Probenbehältern, Reinigungsarbeiten, das Aufladen oder Austauschen von Batterien, das Übertragen von Messdaten von lokalen Datenträgern ins Stationsnetzwerk bzw. zur Erde, Funktionstests sowie die eine oder andere Reparatur. Zum wissenschaftlichen Programm gehörten Experimente zur Medizin, Erdbeobachtung, Biologie, Materialwissenschaft und Raumfahrttechnologie. Ohne zusätzlichen Materialaufwand liefen Untersuchungen zu natürlichen und vom Menschen verursachten Phänomenen auf der Erde und in der Erdatmosphäre (Experimente: Crew Earth Observation, ESTER, Biotomeja, Uragan, Molnija SM), zu Strukturen auf der Erdoberfläche durch die Fernbedienung einer Stationskamera durch Schülergruppen auf der Erde (EarthKAM), zur Zusammenarbeit zwischen Stations- und Bodencrew (Crew Interactions), zu Strahlungs- und Beschleunigungsmessungen innerhalb der Station (Radiation Monitoring, Prognos, BraDos, MAMS, SAMS) sowie verschiedene außenbords angebrachte Materialtests (Kromka, MPAC, SEED, MISSE, Meteoroid) ab.
Ebenfalls ohne Betreuung liefen der Test eines Systems zur Nutzung eines globalen Zeitsignals (Global Time System), die Aufzeichnung der Bewegungsparameter der Station sowie der Test von Vorhersagesystemen (Tensor, Vektor T, Izgib) und die Suche nach schweren solaren und galaktischen Kernen (Platan). Einige der auf Swesdas Außenhaut angebrachten Proben wurden in unregelmäßigen Abständen gewechselt und die Ergebnisse eingelagert oder zur näheren Untersuchung auf die Erde zurückgebracht.
Erwähnt seien hier noch einige weitere Experimente. Bei Advanced Diagnostic Ultrasound in Micro-Gravity (ADUM-G), wurde ein Ultraschallsystem zur bildlichen Darstellung innerer Organe und Feststellung von Veränderungen verwendet. Das Capillary Flow Experiment untersuchte die Bewegungen von Flüssigkeiten in Kapillargefäßen in der Schwerelosigkeit. Ziel der Forschungen könnten Pumpensysteme sein, die ohne jegliche bewegliche Mechanik auskommen und damit nicht nur einfacher, leichter und billiger, sondern wahrscheinlich auch ausfallsicherer wären.
Im Rahmen des physikalischen Experiments Miscible Fluids in Microgravity wurde das Verhalten mischbarer Flüssigkeiten in der Schwerelosigkeit studiert. Ohne störende Gravitation werden andere Effekte messbar, die sonst durch die Schwerkraft überdeckt werden. Zum Komplex der Strahlungsmessung dagegen gehörte Fluorescence Orbital Radiation Risk Assessment using Yeast. Dabei wurden fluoreszierende Hefekulturen versuchsweise als Indikatoren für aufsummierte Strahlenbelastung verwendet.
Am 17. August installierten Padalka und Fincke im Frachtraumschiff Progress-M 50 Systeme zur Steuerung der Triebwerke aus dem Servicemodul Swesda heraus. Durch längere Triebwerkszündungen des am Heck der Station angekoppelten Frachters wurde die Bahnhöhe in den folgenden Tagen mehrfach um mehrere Kilometer angehoben. Außerdem arbeitete man an der Reparatur der US-amerikanischen Raumanzüge weiter.
Am 8. September schaltete sich das System zur Sauerstofferzeugung durch Elektrolyse Elektron im Modul Swesda selbsttätig ab. Erste Reaktivierungsversuche führten nicht zum gewünschten Erfolg, so dass umfangreichere Reparaturarbeiten notwendig wurden. Danach arbeitete Elektron zunächst wieder, allerdings mit höherem Wartungsaufwand.

### Außenbordarbeiten
Zunächst war ein Ausstieg mit amerikanischen Raumanzügen aus dem Schleusenmodul Quest vorgesehen. Da beide Raumfahrer aussteigen sollten, stand die Unterstützung durch den von innen zu steuernden kanadischen Manipulatorarm der Station nicht zur Verfügung. Für die anfangs auf den 10. und später den 16. Juni angesetzte EVA (Extra Vehicular Activity) zum Austausch des RPCM testeten Padalka und Fincke am 19. Mai die amerikanischen Raumanzüge (Extra-vehicular Mobility Unit, EMU) und bemerkten Schwierigkeiten mit deren Kühlsystemen. Reparaturversuche am 21. und 22. Mai blieben erfolglos. Dadurch wurde am 24. Mai entschieden, den Ausstieg mit russischen Orlan-Raumanzügen vom Ausstiegs- und Kopplungsmodul Pirs aus durchzuführen. Zur besseren Vorbereitung und Einbindung in den Tagesablauf wurde die EVA zudem auf den 24. Juni verlegt.
Der erste Versuch am 24. Juni wurde bereits nach wenigen Minuten abgebrochen. Aufgrund einer falschen Schalterstellung (Fehlbedienung) sank der Druck im primären Sauerstofftank des Raumanzuges von Edward Fincke, der wenige Tage vorher Vater geworden war, stärker als vorgesehen. Dadurch wurde Finckes Ausstieg mit 14 Minuten Dauer zum kürzesten US-Außenbordeinsatz. Am 30. Juni verlief der zweite Ausstieg erfolgreich, der Austausch des Steuergerätes gelang. Dabei wurden die Raumfahrer bei Ausstieg und Wiedereinstieg sowie beim Hinüberschwenken zum US-Segment mit Hilfe eines teleskopartig ausfahrbaren Kranarms vom Typ Strela durch das russische Kontrollzentrum betreut, während der eigentlichen Reparatur durch das in den USA. Zusätzlich wurden am russischen Segment Geräte zur Messung von Triebwerksabgasen installiert. Der Einsatz war am 1. Juli nach 5 Stunden und 40 Minuten beendet, das CMG 2 lief am Folgetag wieder.
Ein weiterer Ausstieg fand am 3. August (4:30 h) zum Austausch verschiedener außenbords angebrachter Material- und Messexperimente sowie zur Montage von vier neuen Laserreflektoren am Heckkopplungsaggregat von Swesda, die bei der geplanten Annäherung des ESA-Frachters Automated Transfer Vehicle (ATV) benötigt wurden. Dabei wurden sechs ältere Reflektoren entfernt. Nach diesen Arbeiten wurden noch während des Ausstiegs Lageregelungstriebwerke eingesetzt, um die Lage der Station zu korrigieren. Die sonst meist dafür eingesetzten Gyroskope im Gittermodul Z1 waren bereits auf Maximaldrehzahl gesättigt und wurden zu einem späteren Zeitpunkt wieder einsatzbereit gemacht.
Die vierte EVA (Extra Vehicular Activity) folgte am 3. September. Dabei wurden am Modul Sarja Wartungsarbeiten ausgeführt und an Swesda Antennen für ein spezielles Annäherungssystem der ESA montiert. Auch dies diente dem geplanten Rendezvous des europäischen ATV. Abschließend führten sie Wartungsarbeiten am Kopplungs- und Ausstiegsmodul Pirs aus und beendeten den Einsatz um 22:04 Uhr UTC nach 5 Stunden und 21 Minuten. Insgesamt ergab sich damit eine Einsatzzeit außerhalb der Station von 15 Stunden und 43 Minuten.

### Abschluss der Mission
Für die Rückkehr zur Erde testeten Padalka und Fincke die Systeme des Rückkehrraumschiffes Sojus-TMA 4 zur Kommunikation mit der White Sands Test Facility (WSTF), dem Dryden Flight Research Center (DFRC) und der Wallops Flight Facility (WFF), um das amerikanische Netzwerk aus Bodenstationen zum Nachrichten- und Datenaustausch mit russischen Sojus-Raumfahrzeugen zu qualifizieren.
Aufgrund von vermuteten Problemen an den Sprengbolzen zur Separation von Servicemodul und Orbitalteil von der Landekapsel der Sojus-Raumschiffe nach dem Bremsmanöver sowie Schwierigkeiten mit den Triebwerken des Nachfolgeraumschiffs verschob sich dessen Start um drei Tage.
Die Raumfahrer kehrten schließlich am 24. Oktober 2004 um 0:35 Uhr UTC nach fast 188 Tagen im All zur Erde zurück.